# James Augustine
Pour les articles homonymes, voir Augustine.
James Augustine, né le 27 février 1984 à Midlothian (Illinois), aux États-Unis, est un joueur américain de basket-ball. Il évolue aux postes de pivot et d'ailier fort.

## Carrière
Il est élu meilleur sixième homme de la saison 2013-2014 de la VTB United League.
En juillet 2016, Augustine signe un contrat d'un an avec le CSKA Moscou, champion d'Europe en titre. Augustine remporte la VTB United League 2016-2017 avec le CSKA.
En août 2017, il signe un contrat d'un an avec l'Unicaja Málaga.